# Chasseurs d'écume
 (décembre 2016).
Si vous disposez d'ouvrages ou d'articles de référence ou si vous connaissez des sites web de qualité traitant du thème abordé ici, merci de compléter l'article en donnant les références utiles à sa vérifiabilité et en les liant à la section « Notes et références ».
Chasseurs d'écume est une mini-série française réalisée par Denys Granier-Deferre en 1999, avec Jacques Perrin et Stéphane Metzger, ainsi que Joséphine Lebas-Joly.

## Synopsis
Joël est issu d'une famille de pêcheurs malouins. Il entretient une relation compliquée avec son père Jaouen. Ce dernier souhaite qu'il reprenne les reines de l'armement familial mais le jeune homme, passionné de voile, décide de se lancer dans le financement d'un voilier pour participer à sa première régate. Son parcours sera semé d’embûches. Il sera partagé entre son amour pour la mer et son envie de changer, déchiré entre deux femmes qui l'aiment...

## Fiche technique
- D'après le roman Les Sirènes de Saint-Malo de Françoise Bourdin
- Titre original : Chasseurs d'écume
- Réalisation : Denys Granier-Deferre
- Scénario : Catherine Ramberg et Bertrand Arthuys
- Dialogues : Colo Tavernier
- Production : Laurence Bachman, Antoine Perset, Cécile Roger-Machart
- Sociétés de production : Alya Productions, Ellipse Programme, France 2 (co-production)
- Musique : Jean-Claude Petit
- Genre : Saga de l'été
- Durée : 3×95 minutes
- Pays d'origine :  France
- Langue originale : français
- Diffusion originale : 10 juillet 1999[1]

## Distribution
- Jacques Perrin : Jaouen Carriban

- Aurore Clément : Liliane
- Stéphane Metzger : Joël Carriban

- Alexia Stresi : Charlotte
- Virginie Lanoué : Servane
- Frédéric Pierrot : Collinée
- Laure Duthilleul : Armelle
- Valérie Bonneton : Marie-Annick
- Erwan Creignou : Benoît
- Frédéric Cherboeuf : Thierry
- Marie-Gaëlle Cals : Patricia
- Philippe Uchan : Luc
- Joséphine Lebas-Joly : Juliette
- Jean-Marie Frin : Lorlot
- Emmanuel Chevalier : Erwan
- Jason Flemyng : William Callaghan
- Cédric Gourmelon : Second Corfouet
- Denise Bonal : La libraire
- Loïc Baylacq : Capitaine Corfouet
- Martin Buraud : Fred
- François Chatriot : Le directeur du journal
- Claire Chiron : Véronique
- Jean-Pol Dubois  : Le Professeur
- Nicolas Daboussy : Le coéquipier de Patricia
- Philippe Daurios : Yvan
- Françoise Combadière : La conductrice
- Denys Granier-Deferre : Le vendeur du Nadis
- Axalia Jousseaume : La Fille
- Benjamin Guyot : Un jeune
- Alain Kowalczyk : Le directeur
- André Lassus : Un jeune
- François-Charles Le Goff : Le patron du café
- Claude Lévèque : Le père de Charlotte
- Hervé Mahieux : Le contrôleur
- Maëva Monoz : Juliette
- Antoine Perret : Le coéquipier de Patricia
- Dominique Prie : Le marin

## Lieux de tournage
Le tournage a eu lieu à Saint-Malo et ses alentours.

## Autour de la série
Le premier titre de la série était Les Carribans.